# Povidone-iodine
Povidone-iodine (PVP-I), hay còn gọi là cồn đỏ, là một phức chất bền của polyvinylpyrrolidone (povidone, PVP) và iod. PVP-I chứa  9.0% đến 12.0% iod,(được tính trên khối lượng khô.
Hợp chất này được phát hiện tại Phòng thí nghiệm Công nghiệp Hoá học độc chất tại Philadelphia do H. A. Shelanski và M. V. Shelanski. Họ thực hiện các thí nghiệm  trong ống nghiệm (invitro) xác định hoạt tính kháng khuẩn, và phát hiện thấy hợp chất này ít độc hại hơn cồn iod khi thí nghiệm trên chuột. Các thử nghiệm lâm sàng trên người cho thấy sản phẩm này mạnh hơn các công thức khác của iod.
PVP-I được bán ra lần đầu vào năm 1955, và trở nên phổ biến trong lĩnh vực sát trùng vết thương.

## Tính chất
Phức chất PVP- I tan hoàn toàn trong nước lạnh và nước ấm, cồn, isopropyl alcohol, polyethylene glycol và glycerol. Độ bền ở trong dung dịch của hợp chất này thì hơn rất nhiều so với cồn iodine hay dung dịch Lugol's.
Iod tự do, được giải phóng chậm chạm ra khỏi phức PVP-I khi ở trạng thái dung dịch và nó tiêu diệt cả tế bào nhân thực lẫn tế bào nhân sơ thông qua quá trình Iod hóa màng lipid và oxy hóa các thành phần của tế bào chất và màng tế bào. Tác nhân này đã chỉ ra được phổ kháng khuẩn mạnh mẽ đối với vi khuẩn, nấm, động vật nguyên sinh và vi rút. Chính sự giải phóng từ từ của Iod này đã giảm thiểu tối đa độc tính của Iod đối với tế bào trên cơ thế.

## Sử dụng
Povidone- Iodine có khả năng sát trùng tốt đối trong chữa trị các vết thương cục bộ và chống lây nhiễm rộng. Được dùng đầu tiên với những vết cắt nhỏ, vết trầy xước, vết bỏng và chỗ phồng rộp.
Năm 1811, Bernard Courtois phát hiện ra iod, nó được sử dụng rộng rãi để chống và trị các nhiễm khuẩn trên da và chữa trị các vết thương. Mặt xấu của nó là khi sử dụng ở dạng dung dịch trong nước nó gây ra các hiện tượng như rát da ở các vùng lân cận, độc và để lại màu ở các mô xung quanh. Những khiếm khuyết đó đã dẫn tới sự phát hiện và sử dụng PVP- I khi mà Iod được giữ bởi ở trong phức chất và nồng độ của Iod tự do rất thấp. Thêm vào nữa, các nhà khoa học còn chỉ ra rằng không xảy ra hiện tượng kháng PVP- I của vi khuẩn, phần trăm gây kích ứng của sản phẩm chỉ 0.7%. Kết luận, PVP- I có nhiều ứng dụng trong chữa trị như: lau, rửa vết mổ, làm sạch da trước và sau phẫu thuật, chữa trị và phòng chống nhiễm trùng vết thương, vết loét, vết cắt và vết bỏng; cho điều trị nhiễm trùng hoại tử, loét có mủ. Trong phụ khoa, nó được dùng cho chữa trị viêm âm đạo liên quan tới nấm, động vật nguyên sinh hoặc do kết hợp của cả hai.  Với những mục đích sử dụng ở trên, PVP-I được pha với nồng độ từ 7.5%- 10% dưới dạng dung dịch xịt, rửa vết mổ, thuốc mỡ, tẩm trong gạc. Nó được sử dụng mà không cần đơn và dưới dạng tên thông thường là Povidone- iodine hay tên thương mại là Polydine và Betadine.
Nó còn được sử dụng trong điều trị tràn dịch màng phổi, trong trường hợp này, Povidone- iodine có hiệu quả tương tự và an toàn như hoạt thạch, hơn thế nữa nó được ưa chuộng hơn bởi vì nguồn cung sẵn có và giá rẻ.
2.5% dung dịch đệm PVP-I có thể được sử dụng cho điều trị dự phòng trong viêm kết mạc của trẻ sơ sinh (ophthalmia neonatorum) (Bệnh có thể gây mù), đặc biệt đối với bệnh liên quan tới nấm và virut (bao gồm HIV và Herpes đơn dạng).
PVP-I có thể được thấm lên gel (có nền là carboxyl methyl cellulose, poly (vinyl alcohol) hoặc gelatin) hoặc là trên nền của polyacrylamide. Những gel này có thể được sử dụng để phủ lên vết thương. Tốc độ giải phóng Iod của PVP- I phụ thuộc rất nhiều và cấu trúc của gel. Tốc độ tăng khi có nhiều carboxyl methyl cellulose hoặc PVA và giảm khi có nhiều gelatin.
PVP-I có thể cũng được sử dụng để làm giảm thương tổn da với các hợp chất lưu huỳnh mù tạt, mặc dù vậy nó phải được sử dụng ngay sau khi tiếp xúc. Tuy nhiên, các hợp chất lưu huỳnh mù tạt này thường thì không được nhận biết cho tới khi da bị kích thích, thời điểm này PVP- I không còn tác dụng nữa.

## Hoạt chất khác
Trong nghiên cứu lâm sang trên gần 850 bệnh nhân nhằm so sánh hiệu quả chống nhiễm trùng sau phẫu thuật của việc làm sạch da trước khi phẫu thuật bằng chlorhexidine- alcohol với povidone iodine, nhóm sử dụng chlorhexidine có tỷ lệ ca bị nhiễm trùng sau phẫu thuật giảm đáng kể so với khi dùng povidone- iodine (9.5% và 16.1%). Chlohexidine- alcohol  có khả năng bảo vệ tốt hơn povidone- iodine chống lại cả những nhiễm trùng nông (4.2% và 8.6%) và cũng cho cả trường hợp nhiễm trùng sâu (1% với 3%).  Phạm vi ảnh hưởng của cơ quan nhiễm trùng thì không có ảnh hưởng gì lớn giữa hai nhóm (4.4% với 4.5%). Đội ngũ những người thực hiện thí nghiệm này tin rằng, mặc dù cả hai loại hóa chất khử trùng trên có tác dụng với rất nhiều chủng vi khuẩn, hiệu quả tốt hơn khi sử dụng chlohexidine- alcohol có thể là do nó hoạt động nhanh hơn, hoạt tính bền bỉ của chúng (ngay cả khi đã giải phóng vào trong cơ thể) và ảnh hưởng thêm nữa. Một cách giải thích khác là dp sự pha loãng tác nhân kháng sinh (chlohexidine alcohol trong isopropyl alcohol trong khi đó Iod trong nước). Ví dụ, trong một thí nghiệm khác hoạt tính của iodine povacrylex trong isopropyl alcohol thấp hơn là với chlorhexidine trong isopropyl alcohol (3.9% với 7.1%)

## Vật liệu nanô
Gần đây, các nhà khoa học tìm thấy khả năng ứng dụng của povidone- iodine trong lĩnh vực vật liệu nanô. Một ứng dụng làm lành vết thương được phát triển nhờ vào một tấm đệm bằng các ống na nô các bon được phủ lên bởi một lớp povidon- iodine. Thí nghiệm chỉ ra rằng vật liệu polymerpolyvinylpyrrolidone (PVP, povidone) có thể quấn xung quanh từng ống na nô các bon và làm cho chúng tan được trong nước. Vật liệu na nô phủ povilone- iodine này đóng vai trò giống như lớp băng vết thương có thể dãn điện và khả năng chống nhiễm trùng. Trước kia, povidone- iodine cũng được thấm lên các lớp vật liệu hấp thụ cho việc băng lên vùng bị thương, tuy nhiên điều này có thể dẫn tới bỏng rát do dư thừa povidone- iodine. Trong khi đó, vật liệu mới này chống lại được sự giải phóng Iod dư thừa bằng cách sau khi bước đầu tiên chớm giải phóng thừa povidone iodine tới bề mặt vết thương thì bước thứ hai sẽ làm giảm lượng Iod giải phóng từ các ống na nô các bon sẽ thay thế.

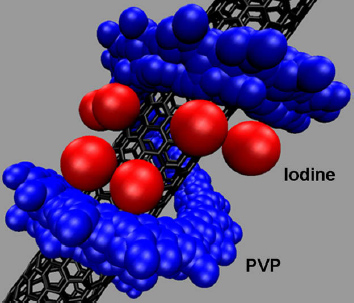
Hình ảnh mô phỏng phức povidone quấn quanh đơn lớp ống nanô cácbon